# 魔女萌法書
《魔女萌法書》（まじょま witch×maniac）是神吉的漫畫作品。從2006年5月號到11月號這段期間在連載，在雜誌休刊後轉移到線上漫畫雜誌繼續連載，期間曾長期休刊，自2008年6月10日起在同系列雜誌重新開始連載，2008年11月完結。

## 故事簡介
格利蘭多斯魔法學院的轉學生紐伊於轉學第一天就差點遲到，在使用速度上昇魔法衝刺時，和趕著前往教室的男學生北原深相撞，並對他一見鍾情。
得知深十分喜愛魔法少女的紐伊，為了吸引而找上惡魔少女安田幫忙，但總是被安田玩弄，常被迫穿上丟臉的衣服。

## 登場人物
紐伊
格利蘭多斯魔法學院的轉學生。雖然魔力低落，但能夠引發出別人最強的魔力。對轉學當天遇到的深一見鍾情，為了吸引深的目光而忍住丟臉的心情，穿上安田準備的各種角色扮演服裝，卻不知道自己實際上是被安田玩弄。
北原 深
紐伊的同學。喜歡魔法少女，平常十分普通，但碰到魔法少女時會開始失控。靠著製造魔具的能力入學，但因為本人幾乎沒有魔力，成績在留級邊緣。
安田
全名為的惡魔少女。喜歡角色扮演，不管是自己穿或者是讓別人穿都在興趣範圍內。藉口要幫紐伊吸引深，而讓她穿上各式各樣的角色扮演服裝。
西絲妮
出身於魔法少女家系的雙馬尾少女。家訓規定使用魔法時要穿上華麗的衣服，對此十分煩惱。將安田視為眼前的敵人。傲嬌性格。
優
學院初等部的學生。深送給他自製的魔杖，因而相當愛慕他，稱他為「哥哥」。
雪花老師
深就讀班級的班導。有龍族的血統，擅長劍技，平時個性溫和。

## 出版書籍
日文版
1. 2007年1月25日初版 ISBN 9784797338096
2. 2008年12月11日初版 ISBN 9784797351637

中文版
1. 2008年2月2日初版 ISBN 9789861005317
2. 2009年12月21日初版 ISBN 9789861005324

## 外部連結
- zarzarana （页面存档备份，存于）（作者神吉個人網站）